# 句またがり
句またがり（くまたがり、句跨り）は、行末以外の場所で、句、節、文など統語上の単位を区切ること。

## 西洋
句またがり（英語: Enjambment）は、行末で区切るEnd-stopping（en:End-stopping）や、行の中間で休止するカエスーラと対照をなす。英語のEnjambmentという語はフランス語のenjambement（またぐ）からの直の借用である。
ウィリアム・シェイクスピアの『冬物語』の次の部分はかなり句またがりを使っている。
I am not prone to weeping, as our sex
Commonly are; the want of which vain dew
Perchance shall dry your pities; but I have
That honourable grief lodged here which burns
Worse than tears drown.
行が変わる時に、意味がこぼれ、読者の目は次の文を読むことを強いられる。それにより、読者をいらいらさせることも、あるいは、詩を、切迫または混乱の感覚を伴った「思考の流れ」らしくすることもできる。シェイクスピアは、初期の作品ではEnd-stoppingを使うことが多かったが、スタイルを発展させていくにつれ、句またがりの割合が増加した。
句またがりは、次の行までその行の意図を遅らせ、読者の期待をもてあそび、驚かすことも可能である。
On her white breast a sparkling cross she wore
Which Jews might kiss, and infidels adore.
-- アレキサンダー・ポープは『髪盗人』
「彼女の白き胸の上、輝く十字架に」で句またがりし、「ユダヤ人は接吻し、異教徒たちは崇拝したかもしれぬ」（大意）ときて、読者に「なぜ？」と思わせ、もう一度読み直すと、最初の行の「胸」が男女の区別のない「胸」ではなく、その上にある十字架にもキスしたくなるほど魅力的な「おっぱい」とわからせる、ユーモア効果の技法である。

句またがりの達人E・E・カミングスはひとつの芸術様式として、句またがりと句読点を併用する。
i carry your heart with me(i carry it in
my heart)i am never without it(anywhere
i go you go,my dear;and whatever is done
by only me is your doing,my darling)
——————————————————— i fear
no fate(for you are my fate,my sweet)i want
no world(for beautiful you are my world,my true)
and it's you are whatever a moon has always meant
and whatever a sun will always sing is you
here is the deepest secret nobody knows
(here is the root of the root and the bud of the bud
and the sky of the sky of a tree called life;which grows
higher than soul can hope or mind can hide)
and this is the wonder that's keeping the stars apart
i carry your heart(i carry it in my heart)

## 日本
短歌、俳句、川柳といった句数の定まった定型詩で使われる技法である。小池光は「文節のおわりと句の切れ目が一致しない時、これを『句またがり』という。」と定義している。
算術の少年しのび泣けり夏　　西東三鬼
慈善病院に晩夏の霞立ち無花果くちびる色にふくれつ　　塚本邦雄
西東三鬼の俳句は2句目から3句目にかけて、塚本邦雄の短歌は初句から2句目および4句目から結句にかけて、句またがりが用いられている。坂野信彦は「表現構造に即応した散文的な読み方もなされるが、音数形式によって強引に表現を割ってゆくのが律読として典型的である。」と論じている。
特に塚本邦雄の技法は俵万智や穂村弘といった歌人たちに影響を与え、句またがりは口語短歌に不可欠な技法となった。

## 読書案内
- John Hollander, Vision and Resonance, Oxford U. Press, 1975 (especially chapter 5).